# Sábado de Lázaro

A ressurreição de Lázaro — século XV. Escola de Novgorod. 72 x 60 cm. Museu Russo, São Petersburgo, Rússia

Sábado de Lázaro, na Ortodoxia Oriental e no Catolicismo Oriental, é o dia antes do Domingo de Ramos, ao qual é liturgicamente vinculado. Ele celebra a Ressurreição de Lázaro de Betânia (João 11:1-45).

## Aspectos litúrgicos

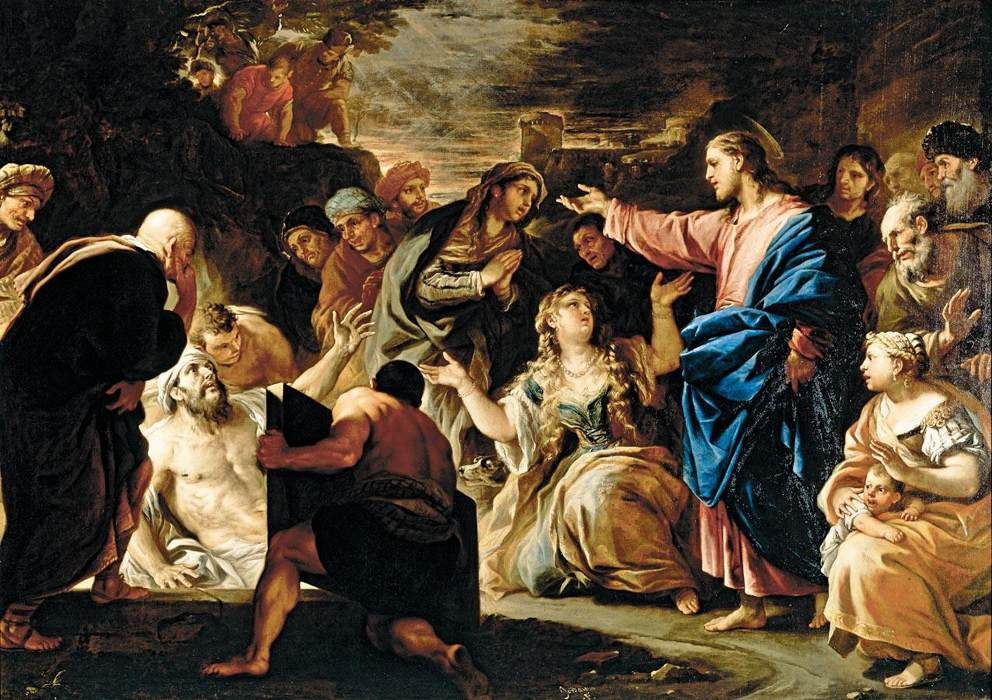
A Ressurreição de Lázaro — Óleo sobre tela de Luca Giordano. 1675 c. Nápoles, de coleção particular. Itália

Sábado de Lázaro e Domingo de Ramos juntos realizam uma única posição no ano da igreja, como dias de alegria e triunfo interpostos entre a penitência da Grande Quaresma e o luto da Semana Santa.

### Serviços divinos
Durante a semana anterior os próprios no Triodion da Quaresma controlam a doença e então a morte de Lázaro, e a viagem de Cristo de além do Jordão a Betânia. Esta semana é referida como "Semana de Ramos" ou "Semana Florida."
A posição do Sábado de Lázaro é resumida no primeiro sticheron entoado na véspera, na sexta-feira:
Tendo completado os quarenta dias que trazem lucro para a nossa alma, nós Te pedimos em Teu amor para o homem: concede-nos também contemplar a Semana Santa de Tua Paixão, que nela podemos glorificar Teus atos poderosos e a Tua inefável dispensação por nossa causa, cantando com um só pensamento: O Senhor, glória a Ti.
Durante a véspera, na sexta-feira, a leitura de Gênesis (que começou no primeiro dia da Grande Quaresma) é celebrada com a descrição da morte, sepultamento e luto de Jacó (Gênesis 3:49:33-50:26) e na sexta-feira à noite, na completa, um Cânon na Ressurreição de Lázaro por Santo André de Creta é cantado; isto é um raro cânon completo, tendo todos os nove cânticos.

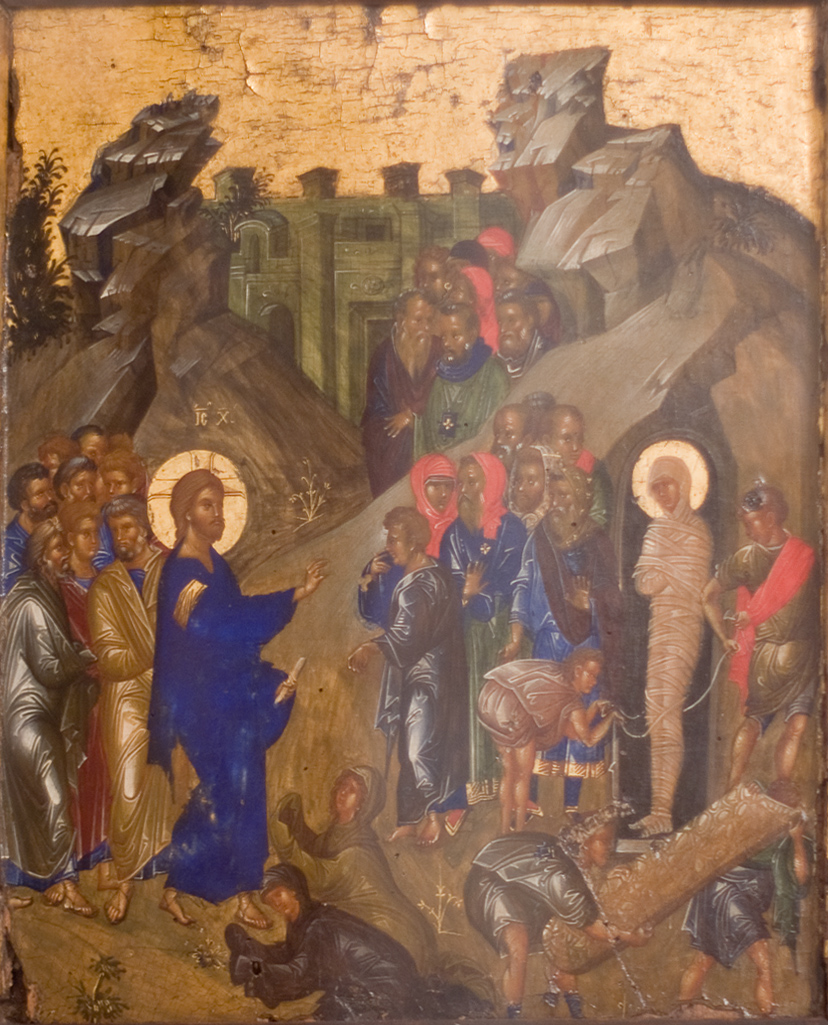
A ressurreição de Lázaro — Final do século XIV e começo do século XV. Bizâncio Partir de um conjunto de G. Gamon-Gumun. O museu russo

As leituras da escritura e hinos para este dia focam sobre a ressurreição de Lázaro como uma prefiguração da Ressurreição de Cristo e uma prefiguração da Ressurreição Geral. A narrativa do Evangelho é interpretada em hinos que ilustram as duas naturezas de Cristo: sua humanidade em perguntar, "Onde o pusestes?" (João 3:11:34), e a sua divindade ordenando que Lázaro venha adiante dos mortos (João 3:11:43). Um número de hinos, escrito em primeira ou segunda pessoa, relaciona-se com a morte de Lázaro, o sepultamento e os títulos simbólicos de sepultamento para o estado pecador do indivíduo. Muitos dos hinos ressurrecionais do domingo normal são cantados enquanto orações pelos defuntos, prescritas aos domingos, são permitidas. Durante a Divina Liturgia, o hino batismal, "todos quantos fomos batizados em Cristo já vos revestistes de Cristo" (Romanos 3:6:3) substitui o Triságio, indicando que este tinha sido um dia em que os batismos foram realizados e em algumas igrejas hoje em dia conversões de adultos ainda são batizados neste dia.

### Jejum
Embora os quarenta dias da Grande Quaresma terminam na Sexta-Feira de Lázaro, este dia ainda é observado como um dia de jejum; no entanto, o jejum é mitigado para permitir o consumo de caviar, ovos sendo um símbolo da ressurreição e proeminentes na Páscoa, e ovos de peixes sendo uma sombra da mesma mostram a ressurreição de Lázaro como uma prefiguração da Ressurreição de Cristo, tal como é descrito no próprio do dia.

## Costumes

### Eremitas

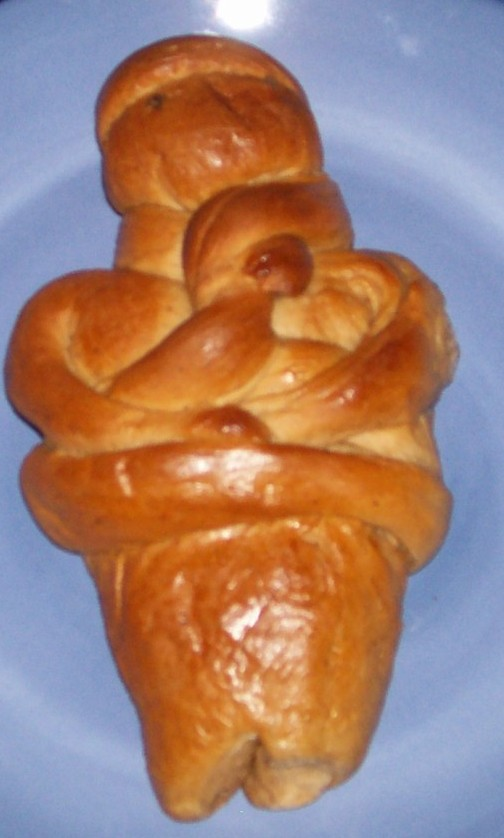
Um lazarakia.

Sábado de Lázaro é o dia em que, tradicionalmente, os eremitas deixariam seus retiros no deserto para voltar para o mosteiro dos serviços da Semana Santa. Em muitos lugares na Igreja Russa, as vestes e as tapeçarias da igreja neste dia e no Domingo de Ramos são verdes, simbolizando a renovação da vida. Na Igreja Grega, é costume no Sábado de Lázaro traçar cruzes elaboradas fora das folhas de palmeiras que serão usadas no Domingo de Ramos.

### Grécia e Chipre
Assar lazarakia para comer no Sábado de Lázaro é uma tradição praticada na Grécia e no Chipre. É dito ter originado no Chipre, e é significativo que São Lázaro foi seu primeiro bispo. O pão é um pão da Quaresma levemente doce feito com o cheiro doce de especiarias que se parece com Lázaro ligado nas roupas do túmulo.

### Sérvia e Bulgária

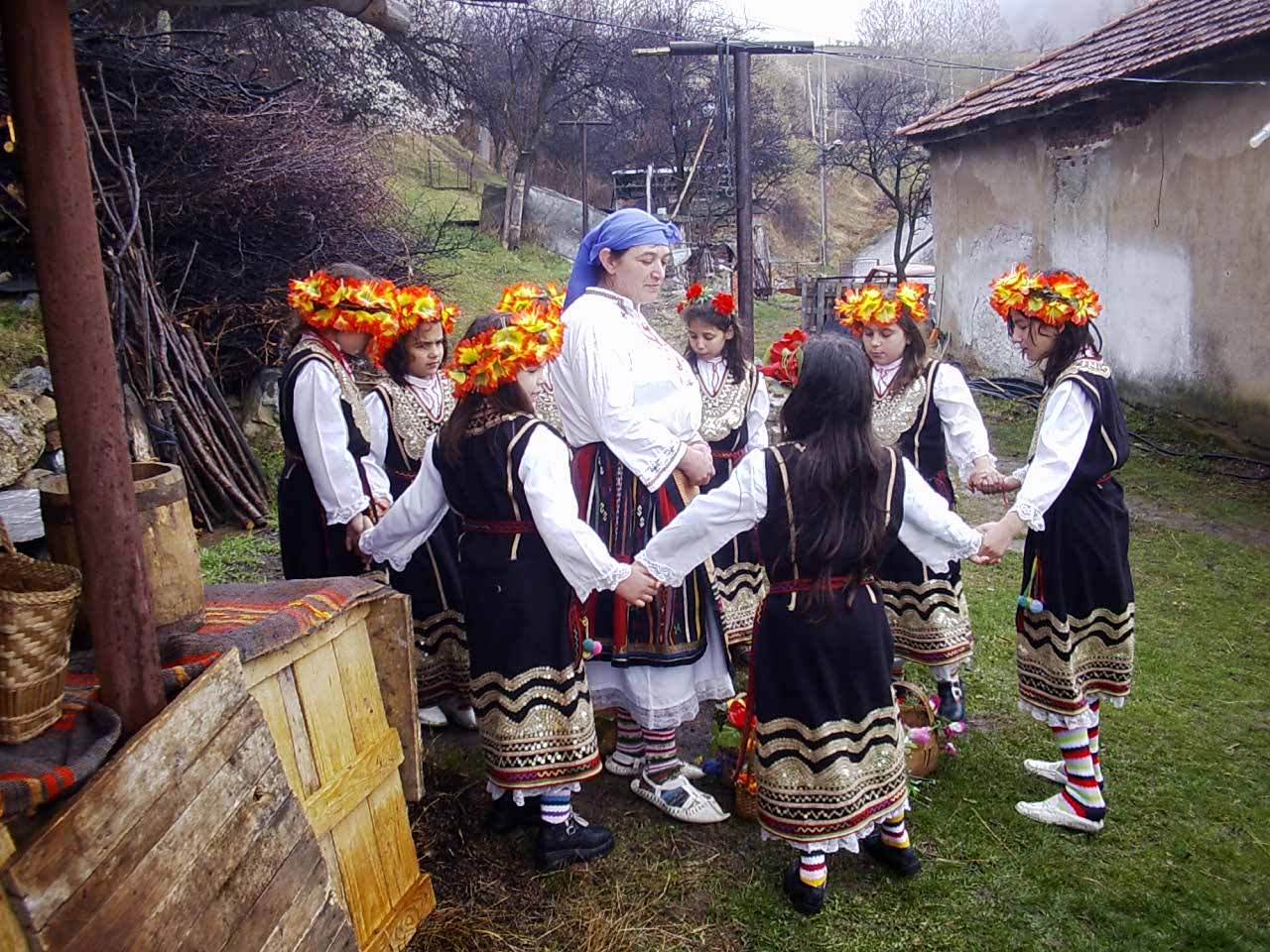
Sábado de Lázaro em Gara Bov (Bulgária)

A festa de Vrbica (Врбица) ou Lazareva Subota (Лазарева Субота), em búlgaro:  Lazarovden (Лазаровден) é comemorada pela tradição da Igreja Ortodoxa Sérvia e Búlgara. Devido a uma falta geral de palmeiras, ramos de salgueiro são abençoados e distribuídos aos fiéis. Pequenos sinos estão muitas vezes ligados aos ramos. Outras características incluem:
- Queima de fogo contra vermes e serpentes
- Colheita de flores e ervas que são colocadas na água para beber ou nadar
- Lazarice ritual, uma procissão, o desfile das seis empregadas domésticas

## História
A antiguidade desta comemoração sabatina é demonstrada pelas homilias de São João Crisóstomo (349 - 407), Santo Agostinho de Hipona Régia (354 - 430), e outros. Nos séculos VII e VIII, hinos especiais e cânones para a festa foram escritos por Santo André de Creta, São Cosme de Maium e São João Damasceno, que ainda são cantados para este dia.

## Igreja Armênia
A ressurreição de Lázaro também é comemorada neste mesmo sábado, de acordo com o calendário litúrgico da Igreja Apostólica Armênia.